# سفيدسنغ
سفيدسنغ (بالفارسية: سفیدسنگ) هي منطقة سكنية تقع في إيران في Qalandarabad District. يقدر عدد سكانها بـ 4,894 نسمة .